# Carol Sutton (periodista)
Carol Sutton (29 de junio de 1933 - 19 de febrero de 1985) fue una periodista estadounidense.

## Biografía
Sutton se graduó en periodismo en la Universidad de Misuri. En 1974 se convirtió en la primera editora sénior de un importante diario estadounidense, The Courier-Journal, en Louisville, Kentucky. Fue citada como un ejemplo del periodismo femenino cuando la revista Time la incluyó en su lista de las "mujeres estadounidenses del año" en 1975. Durante su permanencia en el periódico, se le concedió el Premio Penney-Missouri a la Excelencia General de 1971 y en 1976 el Premio Pulitzer de Fotografía de Reportajes por su cobertura de la desegregación escolar en Louisville.
En 1997 fue incluida en el Salón de la Fama de las mujeres de Kentucky. Falleció el 19 de febrero de 1985.